# 中国人民解放军陆军第三十九集团军炮兵旅
陆军第三十九集团军炮兵旅（英語：Artillery Brigade, 39th Army），是曾经中国人民解放军陆军第三十九集团军下属的炮兵旅，2017年被裁撤。

## 历史概述
1950年7月7日，以华东军区山东沧南和沂蒙2个分区机关为基础在南京朱庄组成师部，原属于华东军区特种兵纵队的炮兵19团、20团调归该师建制。傅狂波任副师长、吴忠泰任参谋长(前炮兵第三师代理参谋长)，全师共有德式SFH 18榴弹炮共13门，日制九一式105毫米榴弹炮16门，日制九二式105毫米野战加农炮8门，各类战防炮16门，各式汽车325辆，编制人员4054人。1950年11月下旬，炮七师奉命前往山东接收首批苏制装备。包括36门M1938 122毫米榴弹炮，ZIS-151卡车45台。所有干部前往沈阳炮校学习。自炮七师成立后，参与了抗美援朝第五次战役、上甘岭战役和1953年夏季反击作战等大小战役战斗。
1983年1月1日起，划归陆军第三十九军建制。1985年10月缩编为陆军第三十九集团军炮兵旅，2017年4月与陆军第四十集团军炮兵旅合并，三十九集团军炮兵旅旅部被撤销，下属部队缩编后融入新成立的炮兵第七十九旅。

## 沿革
- 炮兵第七师——（1950年7月7日-1985年10月）
- 陆军第三十九集团军炮兵旅——（1985年10月-2017年4月）